# América Futebol Clube (Santa Catarina)
El América Futebol Clube es un equipo de fútbol de Brasil que juega en la Liga Joinvilense de Fútbol. En 1971 fue uno de los equipos fundadores del Campeonato Brasileño de Serie B, la segunda división nacional.

## Historia
Fue fundado el 14 de junio de 1914 en el municipio de Joinville  del estado de Santa Catarina por  Pedro Firmino de Menezes, Lázaro Bastos, José Bonifácio da Silva, Jorge Mayerle, Domingos Grassani, Otto Stein, Manoel Miranda, Manoel Soares, Casimiro Silveira, Aristides Bechara, Willy Schaever, Frederico Corrêa Lenz, Rodolfo Zimmer, Bernado Wolff, un grupo de futbolistas locales; tomando los colores, nombre y uniforme del América RJ del estado de Río de Janeiro.
Como equipo profesional fue de los primeros equipos del interior del estado de Santa Catarina en participar en el campeonato Catarinense en 1942, y comenzaron a tomar fuerza junto a otros equipos del interior, logrando ser uno de los equipos más fuertes del estado a finales de los años 1940 e inicios de los años 1950 donde logró cuatro títulos estatales de seis jugados y alcanzando la final estatal en dos ocasiones, así como un tricampeonato municipal. En ese periodo fue el primer equipo del estado de Santa Catarina en disputar un partido internacional de local ante el Club Libertad, el entonces campeón de la Primera División de Paraguay con motivo de la celebración del cumpleaños 28 del club, partido que ganaron los paraguayos 1-6, y a finales de los años 1940 fueron el primer equipo del estado de Santa Catarina en enfrentar de local a un equipo europeo, el cual fue el Rapid Viena de Austria que se jugó el 17 de julio de 1949 celebrando los 35 años del club, partido que fue ganado por los austriacos 3-5.
En 1971 gana su quinto título estatal, lo que lo marcó como el primer equipo del estado de Santa Catarina en participar en el recién creado campeonato Brasileño de Serie B, la segunda división nacional donde fue eliminado en la primera ronda por el AA Ponte Preta del estado de Sao Paulo para terminar en el lugar 17 entre 23 equipos.
El 1976 se desactiva el club de fútbol luego de que se decidiera una fusión con sus rivales del Caxias Futebol Clube para dar origen al Joinville Esporte Clube debido a que ambos equipos pasaban por problemas financieros; aunque el club fue refundado en 1986 como equipo aficionado.

## Rivalidades
Su principal rival ha sido el Caxias Futebol Clube, la cual inició en el periodo municipal en los años 1920 y que pasó al Campeonato Catarinense en los años 1940 hasta que ambos equipos se fusionaron para crear al Joinville Esporte Clube en 1976.

## Palmarés

### Estatal
- Campeonato Catarinense: 5

1947, 1948, 1951, 1952, 1971
- Campeonato Catarinense Aficionado: 2

1995, 1996
- Copa Regional Norte Catarinense: 4

2004, 2005, 2011, 2013

### Municipal
- Liga Joinvilense de Fútbol: 16

1942, 1943, 1947, 1948, 1951, 1952, 1953, 1989, 1993, 1994, 1995, 1997, 1999, 2011, 2014, 2015

## Jugadores

### Jugadores destacados
- Quarentinha
- Beto Fuscao
- Lico